# Secrétariat des affaires intergouvernementales
 (février 2019).
Le Secrétariat des affaires intergouvernementales (en anglais : Intergovernmental Affairs Secretariat) est, au Canada, l'organisme chargé de conseiller le gouvernement sur le développement des relations fédérales-provinciales-territoriales et sur l'évolution de la fédération et en matière d'unité canadienne. Il est rattaché au Bureau du Conseil privé et est dirigé par le ministre des Affaires intergouvernementales. 

## Mandat
Le Secrétariat des affaires intergouvernementales doit notamment:
- Fournir des conseils et des plans stratégiques en ce qui concerne l’unité canadienne, l’ensemble du programme fédéral-provincial-territorial, les questions constitutionnelles et juridiques et le fédéralisme fiscal. Ces dossiers nécessitent une étroite collaboration avec plusieurs ministères dont notamment le ministère des Finances, le ministère de la Justice, le Secrétariat du Conseil du Trésor et plusieurs autres ;
- Donner des conseils et assumer un rôle de liaison dans le contexte des relations avec les provinces et les territoires et du renouveau de la fédération ;
- Apporter du soutien au chapitre des communications et des affaires parlementaires pour les questions et les initiatives ayant d’importantes dimensions fédérales-provinciales-territoriales.